# Bryomyia gibbosa
Bryomyia gibbosa är en tvåvingeart som först beskrevs av Ephraim Porter Felt 1907.  Bryomyia gibbosa ingår i släktet Bryomyia och familjen gallmyggor.
Artens utbredningsområde är Minnesota. Arten är reproducerande i Sverige. Inga underarter finns listade i Catalogue of Life.